# União Brasileira dos Estudantes Secundaristas
A União Brasileira dos Estudantes Secundaristas (UBES) é uma entidade que reúne e representa estudantes de instituições de ensino fundamental, médio, técnico e pré-universitário do Brasil, fundada em 25 de julho de 1948 na Praia do Flamengo, Rio de Janeiro. O objetivo da UBES é a defesa da educação pública gratuita, de qualidade e laica, com protagonismo da juventude. Em 2021, lançou a campanha nacional "Vida, Pão, Vacina e Educação" 
A gestão da UBES é eleita periodicamente no Congresso da UBES (Conubes), que teve sua 44º edição em 2022.  A atuação cotidiana da UBES se dá em parceria com Grêmios Estudantis, entidades secundaristas municipais, estaduais e regionais, além da participação em conselhos, audiências públicas e atividades da Frente Parlamentar Mista da Educação. 
Ao longo de mais de 70 anos, a entidade secundarista participa ativamente da vida política do país, tendo resistido à Ditadura militar brasileira, quando foi perseguida e posta à ilegalidade , protagonizado o movimento dos Caras-pintadas nos anos 1990 e a Mobilização estudantil no Brasil em 2016 conhecida como Primavera Secundarista.   
Na história da UBES se destacam lutas para o ensino público e para a democracia, como o voto facultativo aos 16 anos  , a reserva de vagas nas universidades federais, o Plano Nacional de Educação  e o Fundeb permanente , além da histórica luta pelo passe-estudantil  e pela meia-entrada em atividades culturais, esportivas e sociais.

## História

### Anos 1940 - 1960: Origens
Desde as décadas de 1930 e 1940, os estudantes secundaristas já se organizavam em diversas regiões para debater e transformar a educação no Brasil. A maioria desses grupos surgia dentro das instituições, nos grêmios estudantis dos antigos colégios estaduais, os chamados liceus. Era preciso que o movimento se organizasse em uma só entidade, para fortalecer a representação e a luta estudantil, e assim surgiu a UBES, em 25 de julho de 1948, mesma data em que oficializou-se a colaboração mutua com a UNE.
A UBES, superando a turbulência política da época, cresceu e expandiu suas bandeiras. No início da década de 1960, durante os governos Jânio Quadros e João Goulart, os estudantes passaram a integrar a Frente de Mobilização Popular, que envolvia outros importantes movimentos sociais brasileiros da época.

### Anos 1960 - 70: Resistência à Ditadura Militar
Com a chegada dos militares ao poder, através de um golpe de estado em 1964, muitos de seus dirigentes e militantes foram perseguidos e exilados e a entidade ficou com sua organização debilitada, sendo extinta entre 1969 e 1980. Neste período, os estudantes secundaristas continuaram a se organizar, mas diretamente nas instituições.

#### Edson Luís
Em 1968, uma manifestação no Rio de Janeiro contra o fim de um restaurante popular resultou no assassinato do estudante paraense Edson Luís de Lima Souto, de 18 anos, que virou símbolo da resistência contra a ditadura militar.

### Anos 1970- 1980: Reconstrução e "Diretas Já"
A reconstrução da entidade veio a partir de 1977. Algumas entidades de base conseguiram fortalecer-se nos chamados centros cívicos de algumas cidades e começaram a reaparecer alguns grêmios e um movimento nacional pelo renascimento da UBES. A consolidação aconteceu no ano de 1981, em Curitiba. Numa situação precária e sem recursos, os estudantes iniciaram os debates.
Em 1984, a UBES participou ativamente da campanha Diretas Já e apoiou a eleição de Tancredo Neves. O então presidente da entidade, Apolinário Rebelo foi o primeiro a discursar no famoso Comício da Candelária que reuniu um milhão de pessoas. Os estudantes pintaram o rosto de verde e amarelo e foram para as ruas exigir a democracia de volta no país. Durante a Assembleia Nacional Constituinte de 1987, secundaristas da UBES reivindicaram e conquistaram o direito ao voto facultativo a partir de 16 anos , dando início a campanha "Se Liga, 16", para que jovens nessa faixa etária tirassem o título de eleitor  .

### Anos 1980-1990: Retomada democrática e Caras-Pintadas
Após anos de intensas mobilizações dos estudantes pela reconstrução dos grêmios estudantis e das entidades estaduais de estudantes (AMES, UMES, etc.), o 28° Congresso da UBES, realizado em 1989, representou o grande momento da reconstrução do movimento estudantil secundarista. Com o lema "Unidade para Lutar", a diretoria da UBES conclamou os estudantes a lançaram-se às ruas de todo o país, em grandes passeatas, pela conquista do passe livre nos transportes, da meia-entrada no cinema e da garantia de educação pública gratuita e de qualidade para todos na Lei de Diretrizes e Bases (LDB) da educação brasileira. Sob a liderança unificada e combativa da UBES, estudantes secundaristas organizaram, nas principais cidades do país, dezenas de grandes passeatas, que marcaram o retorno dos estudantes ao centro da vida política nacional. Essas passeatas, alegres e coloridas, culminaram com a obtenção de importantes vitórias, como a aprovação do passe livre no Rio de Janeiro e da meia-entrada nos cinemas e teatros em diversas capitais do Brasil. Organizados em associações municipais de estudantes em todas as capitais, os estudantes retornavam, com toda força, ao cenário político nacional e preparavam o caminho para seu próximo grande ato: o impeachment do presidente Fernando Collor de Mello.

#### "Fora Collor"
Pouco tempo depois, em 1992, ainda em fase de reestruturação, a UBES protagonizou o movimento que ficou conhecido como o Fora Collor, com participação de vários seguimentos da sociedade. Os secundaristas eram maioria nas manifestações que ocorriam por todo país e que terminaram vitoriosas, com o impeachment do presidente.

### Anos 1990 - 2000: Contra neoliberalismo e pelos avanços na Educação
O forte posicionamento dos secundaristas foi marca registrada nas gestões ocorridas durante o governo FHC, de 1994 a 2002, quando os estudantes defenderam a manutenção do ensino público de qualidade, o passe livre nos transportes e o fim de política consideradas neoliberais na educação. Era um tempo de agenda política de resistência às reformas neoliberais, em que os movimentos sociais, considerando-se marginalizados pelos meios de comunicação, se diziam forçados a apenas garantir os direitos já conquistados. Muitos foram os episódios em que os estudantes foram às ruas para lutar em defesa de direitos adquiridos e a resposta do governo e das demais instituições foi truculenta.
Desde o início do governo Lula, aproximou-se do governo federal defendendo mudanças na política econômica além de mais recursos para a educação e a cultura, e buscou manter uma postura de independência, criticando algumas alas do governo, e buscando o avanço da luta dos estudantes brasileiros.
Nesse período, de maior diálogo com o Planalto, a UBES conseguiu apoio para a aprovação da reserva de vagas nas universidades públicas para estudantes oriundos de instituições de ensino públicas, a obrigatoriedade do ensino de filosofia e sociologia no ensino médio, conquista de meio-passe e passe-livre em diversas cidades, aprovação do Fundeb.

### Anos 2010: Primavera Secundarista
A partir do ano de 2010, a UBES imergiu totalmente na luta pela aprovação do Plano Nacional de Educação e pelos investimentos de 10% do PIB nesse setor, que foram conquistados pela Lei 13.005/14. 
Entre 2016 e 2017, a UBES esteve na dianteira do movimento de ocupações de escolas (Mobilização estudantil no Brasil em 2016) conhecido como Primavera Secundarista, em que estudantes protestavam contra o contingenciamento estabelecido pela Emenda Constitucional do Teto dos Gastos Públicos. O movimento também contestava o processo de impeachment de Dilma Rousseff e outras reformas que vieram na esteira, principalmente a Reforma do ensino médio no Brasil em 2017, além das reformas trabalhista e da Previdência.  

### Anos 2020: “Vida, pão, vacina e educação”
Os Protestos estudantis no Brasil em 2019, convocados pela UBES em parceria com a União Nacional dos Estudantes, marcaram o primeiro ano do governo do presidente Jair Bolsonaro. Estudantes saíam em defesa do ensino público, principalmente da Rede Federal de Educação Profissional, Científica e Tecnológica e Universidades Federais, após o então ministro da Educação Abraham Weintraub ter anunciado cortes de verba sob justificativa de que estas instituições promoviam “balbúrdia”. 
“Vida, pão, vacina e educação” foi a defesa da UBES ao longo de 2020 e 2021  durante Pandemia de COVID-19 no Brasil e negligência do governo federal de Jair Bolsonaro para lidar com as crises sanitária e social . Secundaristas reivindicaram garantia dos cuidados recomendados pela Organização Mundial da Saúde, agilidade na vacinação, com prioridade dos profissionais das escolas, e garantia do direito à educação, contra evasão escolar e por ampliação da conectividade. .
Como resultado da pressão dos estudantes e do setor da Educação, foram conquistadas a aprovação do novo e permanente Fundo de Manutenção e Desenvolvimento da Educação Básica  e a Lei 14.172 para distribuição de chips de internet a estudantes e professores das redes públicas .  
Nesse período, a UBES reivindicou o acesso à educação durante a pandemia. O documento foi recusado pelo Ministério da Educação, que não aceitou se reunir com a entidade.  
Com a pandemia, a UBES cobrou autoridades e demonstrou responsabilidade sanitária, inclusive não realizando de forma presencial seu 43º Congresso, que aconteceria em maio de 2020.
A UBES denunciou ainda o desmonte no Exame Nacional do Ensino Médio , que teve que teve recorde de abstenções em 2020. 
Em 2021, diante do menor número de inscritos na década no Enem , sendo o exame o principal acesso à universidade no país, a UBES criou a campanha “Menos Um Sufoco” para auxiliar secundaristas que não podiam pagar a taxa de inscrição. A entidade ainda agiu judicialmente para ampliar o acesso ao Enem, conseguindo garantir o direito à isenção aos faltantes da edição anterior do exame, devido à pandemia. . 

## Congressos da UBES

### 28º Congresso - 1989
Em plena campanha presidencial em andamento, quase cinco mil estudantes estiveram em Santo André, discutindo assuntos relacionados com o Movimento Estudantil, as primeiras eleições presidenciais brasileiras (o congresso recebeu quatro candidatos a vice-presidência da república para um debate com os delegados, entre eles Itamar Franco, candidato à vice-presidente na chapa de Collor, e José Paulo Bisol, vice de Luiz Inácio Lula da Silva), a onda de manifestações contra os aumentos das mensalidades e das passagens de ônibus. Neste congresso, os delegados decidiram que os próximos congressos seriam compostos a partir de congressos estaduais e que a diretoria eleita no próximo ano teria mandato de dois anos. Um acontecimento importante foi a mobilização em torno do voto aos dezesseis anos no Brasil, novidade introduzida com a nova  Constituição Brasileira. Outra característica importante do congresso foi o fato de ter-se iniciado nele a grande unidade do movimento estudantil, com a eleição de Manoel Rangel (presidente da UBES) e Danilo Zimbres (vice-presidente da UBES). Tal unidade permitiu à entidade importantes conquistas, como a obtenção, em diversas cidades, do passe livre e da meia-entrada em cinemas, teatros e espetáculos. Tais conquistas foram obtidas, após intensas mobilizações estudantis, no processo de aprovação, pelas câmaras municipais, das leis orgânicas dos municípios. Desse modo, o 28º Congresso representou importante momento na reconstrução do movimento estudantil. A partir dele, os estudantes ganharam novamente as ruas do Brasil.

### 34º Congresso - 2001
Realizado em Uberlândia, o congresso reuniu cerca de 3 mil estudantes. O 34º Congresso teve como mote principal a luta contra o neoliberalismo e chamou atenção para a necessidade de vitória das chamadas forças populares contra as ditas forças conservadoras na eleição de 2002. Igor Bruno, estudante do Rio de Janeiro, ex-presidente da AMES, foi eleito para presidir a entidade.

### 35º Congresso - 2003
Realizado em Mogi das Cruzes, o congresso reuniu mais de cinco mil pessoas com o lema: O movimento estudantil, unificado pras mudanças no Brasil. O evento foi marcado pela movimentação das forças políticas em torno da UBES, e pela saída do PSTU. O estudante baiano, Marcelo Gavião, foi eleito presidente, com o desafio de alcançar um novo patamar no trabalho institucional da entidade e no trabalho de formulação política da mesma. Em sua gestão, passou a ser publicada a cartilha da Nova Escola e programas como o sistema de cotas e o Prouni foram conquistados.

### 36º Congresso - 2005
Realizada em Brasília, em dezembro de 2005, a etapa nacional do 36º congresso da UBES elegeu para presidente o estudante de Minas Gerais Thiago Franco Batista de Oliveira. O principal mote do Congresso foi a bandeira do Passe-Livre Estudantil, com a  convocação do Dia Nacional de Luta pelo Passe Livre, que aconteceu no dia 22 de Março e levou mais de 180 mil estudantes às ruas, em cerca de 62 cidades brasileiras.

### 37º Congresso - 2007
Realizada em Goiânia, a Etapa Nacional contou com a participação de cerca de dois mil estudantes e elegeu o carioca Ismael de Almeida Cardoso presidente da entidade. O principal mote do congresso foi a bandeira da democratização das escolas, tanto do ponto de vista da eleição direta para diretor, como do funcionamento dos grêmios estudantis e demais entidades representativas dos segmentos escolares. Este congresso deu também o pontapé inicial para as comemorações de sessenta anos da entidade, no ano de 2008.

### 38º Congresso - 2009
Realizado em Belo Horizonte capital de Minas Gerais, no campus da UFMG - Universidade Federal de Minas Gerais a etapa nacional reuniu cerca de 2.300 estudantes de todas as regiões do país.O evento foi marcado pelo lançamento do livro "UBES, uma rebeldia consequente", que faz um resgate da história de 60 anos da União Brasileira dos Estudantes Secundaristas. Os estudantes presentes elegeram amazonense Yann Evanovick.

### 39º Congresso - 2011
Realizado em São Paulo nos dias 1,2,3 e 4 de dezembro de 2011 o congresso tinha como temas a se discutir: o investimento de 10% do PIB para educação, o Plano Nacional de Educação (PNE), a lei da meia-entrada, grupo LGBT, Pronatec e a democratização do acesso à universidades. O encontro reuniu cerca de cinco mil estudantes do ensino fundamental, médio, técnico e pré-vestibular de todos os estados do país.
Os jovens elegeram, como nova presidente, a estudante pernambucana Manuela Braga, de 19 anos. Manuela ganhou a eleição com 82,5% do total dos votos contra 17,5% dos votos para Gladson Reis que na gestão anterior foi Diretor de Relações Internacionais.

### 40º Congresso - 2013
Aconteceu em Minas Gerais, com participação de 7 mil estudantes, mobilizando mais de 5.600 escolas brasileiras em quase 500 cidades. Foi eleita a carioca Bárbara Melo, com 82% dos votos. Uma das principais diretrizes aprovadas neste momento foi a luta pelo financiamento da educação , com a defesa dos 10% do PIB para a área e do uso dos royalties da Camada pré-sal para o ensino público. 

### 41º Congresso - 2015
Com mais de 7 mil estudantes e 2.909 delegados, o Congresso realizado em Brasília elegeu a paranaense Camila Lanes, da chapa “O movimento estudantil unificado pelas mudanças do Brasil” (78,5% do total de votos válidos). O Congresso da UBES aconteceu em um momento emblemático na história do movimento estudantil brasileiro: a ocupação de estudantes de São Paulo em escolas ameaçadas de fechamento pelo governador Geraldo Alckmin. Os jovens de todo o Brasil reunidos em Brasília acompanharam com atenção as notícias sobre as escolas ocupadas, demonstrando apoio ao movimento 

### 42º Congresso - 2017
Realizado em Goiânia (GO) com cerca de 10 mil estudantes. Foi eleito o potiguar Pedro Gorki, secunda mais jovem a assumir a UBES, com apenas 16 anos. Sua chapa, “Secundas Em luta, em defesa da educação e do Brasil”, obteve 2.101 votos de um total de 2.513 delegados, representando 83,7% da votação. O CONUBES terminou com uma grande passeata contra o projeto Escola Sem Partido, chamado pelos participantes de "Lei da Mordaça". 

### 44º Congresso - 2022
Primeiro congresso presencial em cinco anos, devido à pandemia de coronavírus, o 44º CONUBES recebeu mais de 7 mil secundaristas na Arena BRB Nilson Nelson, em Brasília, sendo 3.655 delegados e delegadas. A plenária final do Congresso elegeu a chapa “De mãos dadas para defender a escola e o Brasil”, com 84,79% dos votos, tendo Jade Beatriz à frente. Também participaram a chapa “UBES nas lutas – Oposição”, que obteve 550 votos, e “Tempos de Guerra”, com 6 votos.